# Bulgăruș
Bulgăruș, také Bulgăreni (německy Bogarosch, maďarsky Bogaros) je vesnice – část obce Lenauheim v župě Timiş, v Banátu, v Rumunsku.

## Historie
Ves Bulgăruș je poprvé doložena maďarskými dokumenty z let 1452 a 1493. Tehdy se jmenovala Bogaros. Během osmanské okupace Banátu byla pravděpodobně opuštěna a zanikla ke konci 16. století. V seznamu daní z roku 1717 je uvedena jako neobydlená.
Ves byla obnovena v roce 1769 německou kolonizací. První němečtí (švábští) osadníci se zde začali usazovat na počátku roku 1769 a pocházeli z Lotrinska, Lucemburska, Horního Rakouska, Hesenska. V letech 1831 až 1836 zde byla morová epidemie.
K exodu Němců docházelo během komunistického období a nakonec po roce 1990. Ve vsi převládá rumunská národnost a je zde komunita Romů.